# Nicolas Capron
Nicolas Capron (1740 circa – Parigi, 14 settembre 1784) è stato un violinista e compositore francese.

## Biografia
Nicolas Capron fu allievo di Pierre Gaviniès e uno dei più famosi violinisti francesi del suo tempo. La sua carriera iniziò nel 1755-1756 all'Opéra-Comique e nell'orchestra privata del fermier général, La Popelinière. Dal 1765 fu maestro di concerto al Concert Spirituel. Capron frequentò i più importanti salotti musicali della città - in particolare quelli del barone di Bagge e dell'abate Morellet - dove si intrattenne con rinomati musicisti, filosofi e scrittori.
Oltre che virtuoso, Nicolas Capron fu un apprezzato insegnante. Tra i suoi allievi figurano Marie-Alexandre Guénin e Mademoiselle Deschamps, nota come bambina prodigio, che all'età di undici anni suonò due concerti per violino al Concert spirituel. Nicolas Capron era inoltre membro della loggia massonica della Société Académique des Enfants d'Apollon.

## Opera

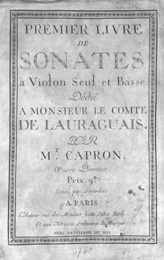
Frontespizio della prima edizione dell'opera 1 (1768)

Nicolas Capron compose principalmente opere per il suo strumento, il violino, e si colloca accanto a François-Joseph Gossec e Pierre Vachon tra i creatori del quartetto d'archi in Francia. Nelle sue composizioni utilizzò generalmente la struttura a tre movimenti, impiegando un doppio tema nei primi movimenti Allegri; utilizzò anche appoggiature nello stile della Scuola di Mannheim. Fu uno dei primi violinisti francesi ad utilizzare la sordina.
- Premier Livre de sonates à violon seul et basse op. 1 (pubblicato dall'autore, 1768) online su Gallica
- Sei quartetti op. 2 (1772), dedicati al duca di Laval
- Deux concertos pour violon, également titrés op. 2
- Six Duos pour 2 violons op. 3 (dalll'autore, 1776) (BNF 44839989), (BNF 39782089)
- diverti concerti per violino, oggi scomparsi.